# Arnebia rechingeri
Arnebia rechingeri är en strävbladig växtart som beskrevs av Harald Harold Udo von Riedl. Arnebia rechingeri ingår i släktet Arnebia och familjen strävbladiga växter. Inga underarter finns listade i Catalogue of Life.